# 麝满月蛤
麝满月蛤（学名：Cardiolucina civica）是滿月蛤目满月蛤科满月蛤亚科的一种。舊屬Bellucina屬，今屬Cardiolucina屬。

## 分佈
主要分布于中国大陆、台湾，常栖息在潮下带。